# مضاربة إسلامية
المضاربة في علم فروع الفقه هي عقد بين شخصين، يقدم أحدهما بموجبه مالا إلى الآخر ليتاجر فيه بنصيب من الربح، فإن لم يكن ثمة ربح فالمال لصاحبه، وإن كان فيه وديعة فمن المال، وليس على الذي اتجر في المال شيئاً من الوديعة. ويسمى الطرف الذي يقدم المال، صاحب المال أو رب المال أو المالك أو المقارِض. ويسمى الطرف الذي يتولى التجارة والعمل: العامل أو صاحب العمل أو المضارب أو رب العمل أو الأمين أو المقارَض.

## التسمية
وأطلق عليها أهل العراق لفظ مضاربة، والمضارب هو من يضرب في الأرض؛ أي يسافر في الأرض ويسعى فيها ابتغاء الفضل، لقوله سبحانه وتعالى: ﴿وأخرون يضربون في الأرض يبتغون من فضل الله﴾. سورة المزمل آية: 20 بينما عرفها أهل الحجاز بلفظ القراض، والقراض من القرض بمعنى القطع، فكأن رب المال اقتطع من ماله قطعة وسلمها للعامل، واقتطع له جزءا من ربحها. والقراض أيضاً من الموازنة، يقال تقارض الشاعران إذا توازنا، وقد استخدم الحنفية والحنابلة الزيدية كلمة المضاربة بوجه عام، بينما فضل المالكية والشافعية كلمة القراض.

## تاريخ

### قبل النبوة
والقراض من عقود المعاوضة غير اللازمة والجائزة بالسنة التقريرية والإجماع، وهي مما كان معمولاً به في الجاهلية فأقره الإسلام، وروى أبو نعيم وغيره أن الرسول ﷺ ضارب لخديجة رضي الله عنها قبل أن يتزوجها، بمالها إلى بصرى الشام، وأنفذت معه خادمها ميسرة، وكان هذا قبل النبوة.

### بعد النبوة
ووجه الدلالة أنه ﷺ حكى ذلك بعد النبوة مقرراً له، وكذا بُعث الرسول والناس يتعاقدون المضاربة فلم ينكر عليهم، وذلك تقرير لهم على ذلك والتقرير أحد وجوه السنة. وقد عمل بها المسلمون في عهد الرسول ﷺ وعملوا بها من بعده، وروى عن جماعة من الصحابة، رضي الله عنهم، أنهم دفعوا مال اليتيم مضاربة، منهم: عمر وعثمان وعلي وعبد الله بن مسعود وعبد الله بن عمر وعبيد الله بن عمر وعائشة رضى الله عنهم أجمعين، ولم ينقل أنه أنكر عليهم من أقرانهم أحد ومثله يكون إجماعاً.
وجاء في الموطأ للإمام مالك: «عن زيد بن أسلم عن أبيه أنه قال: خرج عبد الله وعبيد الله ابنا عمر بن الخطاب في جيش إلى العراق فلما قفلا، مرا على ابي موسي االاشعرى وهو أمير البصرة، فرحب بهما وسهل ثم قال: لو أقدر لكما على أمر أنفعكما به لفعلت، ثم قال: بلى ها هنا مال من مال الله أريد أن أبعث به إلى أمير المؤمنين فأسلفكماه، فتبتاعان به متاعاً من متاع العراق، ثم تبيعانه بالمدينة فتؤديان رأس المال إلي أمير المؤمنين، ويكون الربح بينكما، فقالا وددنا ذلك، ففعل وكتب إلي عمر بن الخطاب أن يأخذ منهما المال. فلما قدما باعا فأربحا، فلما دفعا ذلك إلي عمر، قال: أكل الجيش أسلفه مثل ما أسلفكما؟ قالا لا فقال عمر أديا المال وربحه فأما عبد الله فسكت، وأما عبيد الله فقال: ما ينبغي لك يا أمير المؤمنين هذا، لو نقص هذا المال أو هلك لضمناه. فقال عمر أدياه. فسكت عبد الله وراجعه عبيد الله، فقال رجل من جلساء عمر أمير المؤمنين لو جعلته قراضًا، فأخذ عمر رأس المال ونصف ربحه، وأخذ عبد الله وعبيد الله ابنا عمر بن الخطاب نصف ربح المال».
والمضاربة وإن كان تطبيقها في العهد الإسلامي الأول قد اقتصر على التجارة... إلا أنها قد تصلح للصناعة أيضاً، وكان المجتمع الإسلامي الأول في المدينة يعتمد على التجارة والزراعة، ولم تتعد الصناعة آنذاك سوى بعض الصناعات البسيطة (الحرف)، وتوجد في قطاع الزراعة عمليتان مشابهتان للمبدأ الذي تقوم عليه المضاربة، وهما: معاملتا المزارعة والمساقاة، وكلهم معاملات تيسر تعاون من يملك المال مع من لديه القدرة على العمل بهدف تحقيق الربح لهما، ويجمعهم أن كل منهم عمل في شئ ببعض نمائه مع جهالة العوض وقت العقد.
وهي إحدي المعاملات التي وفرها الإسلام للناس لإستثمار أموالهم وإنمائها، وأجازها الشارع تحقيقاً للمصالح وتيسيراً على الناس و تلبية لحاجاتهم.

## أهمية المضاربة
وتكمن أهمية المضاربة في أنها من العقود التي تعود بالمنفعة على طرفي العقد وعلى المجتمع عامة، فمن يملك المال قد يكون غير قادر على استثماره بنفسه، إما لانشغاله أو لعجزه أو لقلة خبرته في أمور الاستثمار والتجارة، وصاحب العمل قد يكون ماهراً ذا خبرة ودراية في أحد مجالات الاستثمار والتجارة ولا مال له، فكان في شرع هذا العقد دفع الحاجتين، فيتعاونا هذا بماله وذاك بعمله، وينتفع كل منهما بما يرزقهما الله به، ويعم الخير على المجتمع من جراء استثمار المال في مشروعات نافعة تخلق فرص عمل وتدفع بعجلة الإنتاج والنمو.

## حكم المضاربة
وهي من العقود الجائزة غير اللازمة، ولكل من رب المال والعامل أن يفسخه ما لم يشرع العامل في العمل، أما بعد البدء... فللفسخ أحكام فصلها الفقهاء ترد فيما بعد. جاء في ”«وأما صفة هذا العقد فهو أنه عقد غير لازم ولكل واحد منهما أعني رب المال والمضارب الفسخ لكن عند وجود شرطه وهو علم صاحبه لما ذكرنا في كتاب الشركة، ويشترط أيضا أن يكون رأس المال عينا وقت الفسخ دراهم أو دنانير حتي لو نهي رب المال المضارب عن التصرف ورأس المال عروض وقت النهى لم يصح نهيه وله أن يبيعها لأنه يحتاج إلي بيعها بالدراهم والدنانير ليظهر الربح، فكان النهى والفسخ إبطالاً لحقه في التصرف فلا يملك ذلك، وإن كان رأس المال دراهم أو دنانير وقت الفسخ والنهي صح الفسخ والنهي»“.

## تعريف فقهي
تعريف المضاربة في الفقه:
عرَّفها المالكية بأنها: توكيل على تجر في نقد مضروب مسلم بجزء من ربحه إن علم قدرهما.
وعرفها الأحناف بأنها: عقد شركة في الربح بمال من جانب وعمل من جانب. وعرفها الحنابلة بأنها: دفع ماله إلي آخر يتجر فيه والربح بينهما. وعرفها الشافعية بقولهم: القراض والمضاربة، أن يدفع إليه مالا ليتجر فيه والربح مشترك بينهما. وعرفها الإمامية بقولهم: المضاربة هي أن يدفع مالا إلي غيره ليعمل فيه بحصة معينة من ربحه.

## حكمها
والمضاربة هي شركة في النماء الناتج عن المال والعمل، ويسمى النماء ربحاً، والربح عامة يستحق كما جاء في الفقه الحنفي في قول الكاسانى: ”إما بالمال، إما بالعمل، وإما بالضمان. ويضيف: أما ثبوت الاستحقاق بالمال فظاهر، لأن الربح نماء رأس المال فيكون لمالكه، لهذا استحق رب المال الربح في المضاربة. وأما بالعمل، فان المضارب يستحق الربح بعمله، فكذا الشريك. وأما بالضمان، فان المال إذا صار مضموناً على المضارب يستحق المضارب جميع الربح، ويكون ذلك بمقابلة الضمان خراجا بضمان، يقول النبي عليه الصلاة والسلام: الخراج بالضمان فإذا كان ضمانه عليه كان خراجه له“.
والمضاربة في أولها أمانة، لأن رب المال يسلم ماله إلي العامل أمانة في يده؛ حتي يتصرف فيه، فيكون المال في هذه الفترة أمانة في يد العامل، ويجب عليه حفظه وصونه ورده إن طلب منه المالك ذلك، فإن بدأ العمل وتصرف فيه، تصبح وكالة لأن العامل يتصرف في المال بإذن صاحبه فهو وكيله في التصرف؛ فإذا تحقق نماء في المال... تكون شركة لاشتراكهما في ملكية النماء، وإن هلك جزء من رأس المال، لا تحصل المشاركة لعدم ظهور الربح الذي يشتركان في ملكه، ويظل العامل وكيلاً فلا يكون عليه شيء في الخسارة، وإن فسدت المضاربة دون تعد منه يصبح عند الشافعية والحنابلة والحنفية أجيراً، وعند المالكية يكون له قراض المثل في بعض الحالات، وأجر المثل في الحالات الأخرى. وليس على العامل ضمان فيما يتلف بغير تعديه أو تفريطه...فإن تعدى أو خالف إلى ما لم يأذن له فيه ضمن.